# Veselin Marinov
Veselin Stefanov Marinov (in bulgaro Веселин Стефанов Маринов?; Polski Trambesh, 4 agosto 1961) è un cantante bulgaro.

## Discografia
- От любов (dall'amore) (1988)
- За любовта (Per l'amore) (1989)
- Liebes Liede (1991) – in Germania
- Die Sprache der Tranen (1992) – in Germania
- Хитове (Hits) (1992)
- Горчиво вино (Vino amaramente) (1995)
- Трифон зарезан (Trifon Zarezan) (1998)
- Вино и любов (Vino e amore) (1999)
- Винарната на любовта (La cantina dell'amore) (2000)
- Моя луда любов (Il mio amore folle) (2001)
- Моите песни (Le mie canzoni) (2002)
- Пожрите на любовта (I fuochi d'amore) (2003)
- Коледен сън (sogno di Natale) (2003)
- Избрах за вас с любов (Ho scelto per voi con amore) (2004)
- Осъден на щастие (Condannato alla felicità) (2005)
- Моят живот (La Mia Vita) (2006)[1]
- Да се събудиш до мен (svegliati vicino a me) (2007)
- Хубава жена (Bella donna) (2008)
- Още един хубав ден (Un altro bel giorno) (2010)
- Най-скъпият подарък на света (Il regalo più costoso del mondo) (2010)
- 30години на сцена (30 anni sul palco) (2011)
- Един мъж на 50 (Un uomo di 50 anni) (2012)[2]
- Носталгия (Nostalgia) (2013)
- Островът на любовта (L'isola dell'amore) (2014)
- Представи си... (Immaginati...) (2017)
- Легенда за любовта (Leggenda dell'amore) (2019)

## Ricompense
- festival Oro Orpheus + - primo Premio(1994)
- Melody of the Year in Bulgaria - Gorcivo vino(1995)